# Cryptoblepharus egeriae
Espèce
Synonymes
- Ablepharus egeriae Boulenger, 1888
- Ablepharus boutonii egeriae Boulenger, 1888

Statut de conservation UICN

 EW  : Éteint à l'état sauvage
Cryptoblepharus egeriae est une espèce de sauriens de la famille des Scincidae. Cette espèce est considérée comme éteinte à l'état sauvage par l'UICN depuis 2017.

## Répartition
Cette espèce était endémique de l'île Christmas en Australie.

## Étymologie
Cette espèce est nommée en l'honneur du HMS Egeria.

## Publication originale
- Boulenger, 1889 : On the reptiles of Christmas Island. Proceedings of the Zoological Society of London, vol. 1888, p. 534-536 (texte intégral).